# ماثيو شتورم
ماثيو شتورم (بالإنجليزية: Matthew Sturm)‏ هو لاعب دوري الرغبي نيوزيلندي، ولد في 13 ديسمبر 1972 في نيوزيلندا.